# Železniční trať Hanoj – Lao Cai
Železniční trať Hanoj – Lao Cai (vietnamsky Đường sắt Hà Nội–Lào Cai) je železniční trať o délce 296 km která se nachází v severním Vietnamu. Jedná se o neelektrizovanou jednokolejnou trať o metrovém rozchodu, která spojuje hlavní město Hanoj s Lao Cai, hlavním městem stejnojmenné provincie na vietnamsko-čínské hranici. Je považována za část mezinárodní železniční trati z čínského města Kchun-ming do vietnamského přístavu Haiphong. Za stanicí Lao Cai překračuje řeku Nan-si do města Che-kchou na opačné straně řeky, které už leží v Číně. Železnice pokračuje dále do Číny jako Železniční trať Kchun-ming – Che-kchou.

## Historie
Na konci 19. století, kdy Vietnam spadal pod Francouzskou Indočínu, francouzští kolonialisté zvažovali otevření nové železniční tratě z Hanoje směrem na severovýchod podél Rudé řeky. Původně Francouzi zamýšleli postavit trať pouze do města Yen Bai, protože region dále po trase nebyl příliš rozvinutý a stavba by se nevyplatila. Pak se ale zjistilo, že jsou oblasti na severu Vietnamu i čínská provincie Jün-nan bohaté na nerostné suroviny a mohly by se v budoucnosti rychle rozvíjet. V takovém případě by bylo bez dobrého dopravního spojení obtížné vyvážet indočínské a evropské zboží do Číny. Stavbu výrazně podporoval také Paul Doumer, tehdejší guvernér Indočíny, takže se Francie nakonec zamýšlenou železniční trať z Hanoje do Lao Cai a dále do Číny rozhodla vybudovat. Stavba probíhala mezi lety 1898 a 1906 formou nucených prací. Pracovalo na ní více než deset tisíc vojáků a civilistů.

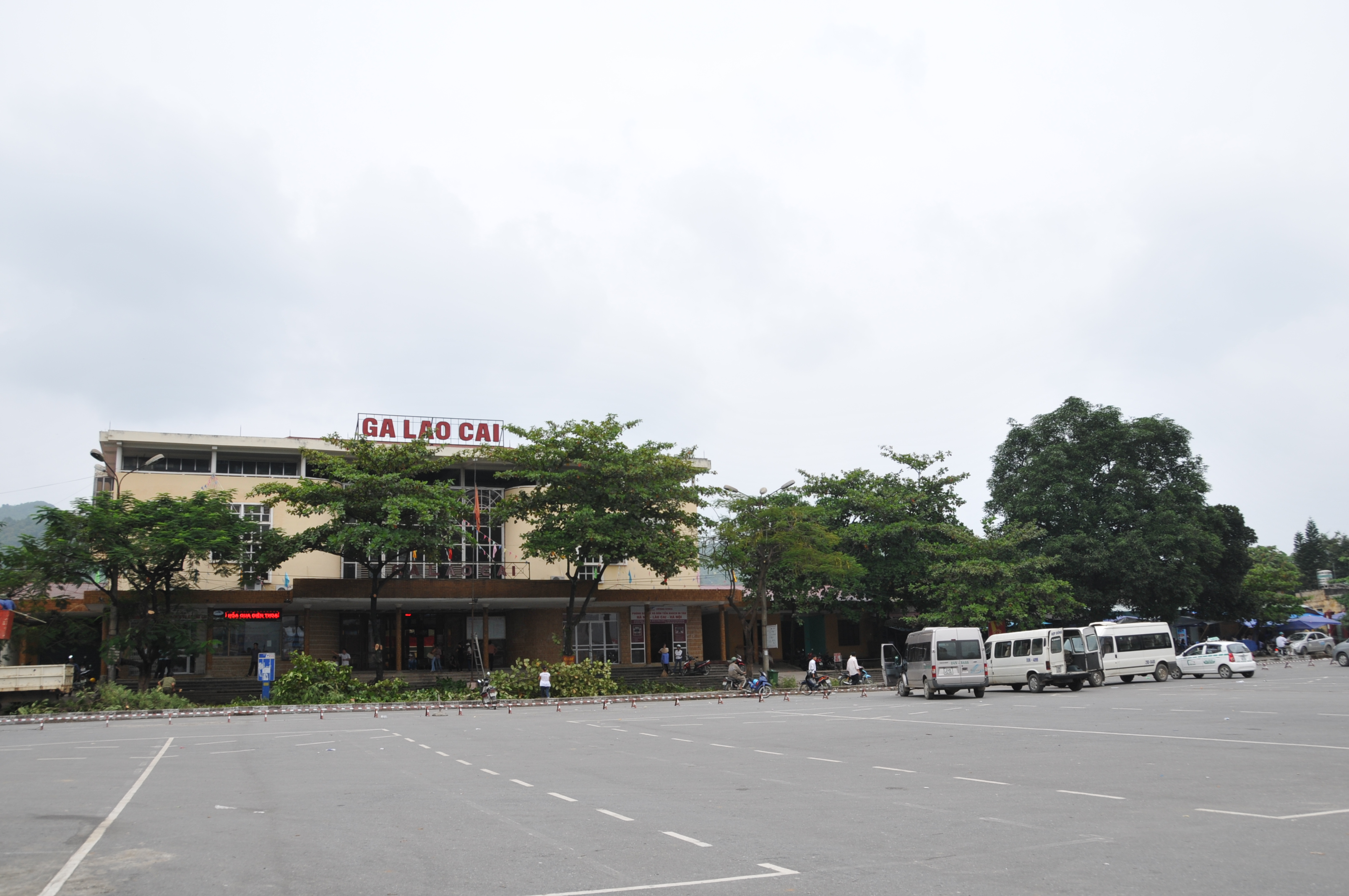
Budova nádraží v Lao Cai

V roce 1902 byl zprovozněn most Long Bien v Hanoji, po kterém železnice překročila Rudou řeku. První části trati se otevřely už v roce 1903, celá trať do Lao Cai pak roku 1906. Francouzi se stavbou poté pokračovali na území čínské provincie Jün-nan a roku 1910 byla trať dovedena až do Kchun-mingu. Celá stavba 384 kilometrů trati až do Kchun-mingu stála 78 milionů zlatých franků a více než 12 000 lidských životů (z toho 80 evropských). Celkem se na železniční trati nachází 7 významných a 27 méně důležitých nádraží. Stanice Lao Cai je druhou největší stanicí z nich (po hanojském hlavním nádraží).
Trať v provinciích, kudy vedla (např. Lao Cai, Yen Bai, Phu Tho), přispěla k rozvoji průmyslu. Kolem trati vyrostly nejen průmyslové podniky, ale profitovalo také zemědělství. V letech 1939 až 1950 se železniční trať Hanoj – Lao Cai využívala pro převoz apatitu z dolů nedaleko Lao Cai. Oblast kolem trati je bohatá i na další materiály, jako jsou železo, měď či grafit. Proto je na trati silná také nákladní doprava. Ročně se po ní přepraví asi 500 tisíc tun materiálu.
V roce 1958 přijel Ho Či Min na návštěvu obyvatel Lao Cai vlakem po této trati. Po ukončení války ve Vietnamu se pokračovalo v údržbě trati a jejím vylepšování, přesto je ale v nevyhovujícím stavu, takže nemůže konkurovat dálnici, otevřené v roce 2015. Dokud neexistovala přímá dálnice mezi oběma městy, byla železniční trať nepostradatelná. Ročně přepravily vlaky na této trase kolem 2 milionů pasažérů. Po otevření dálnice Hanoi – Lao Cai klesl výrazně počet cestujících ve vlacích. Vlakem cesta z Hanoje do Lao Cai nočním vlakem trvá asi osm hodin. Po silnici je možné se dostat do Lao Cai za 4,5 hodiny.

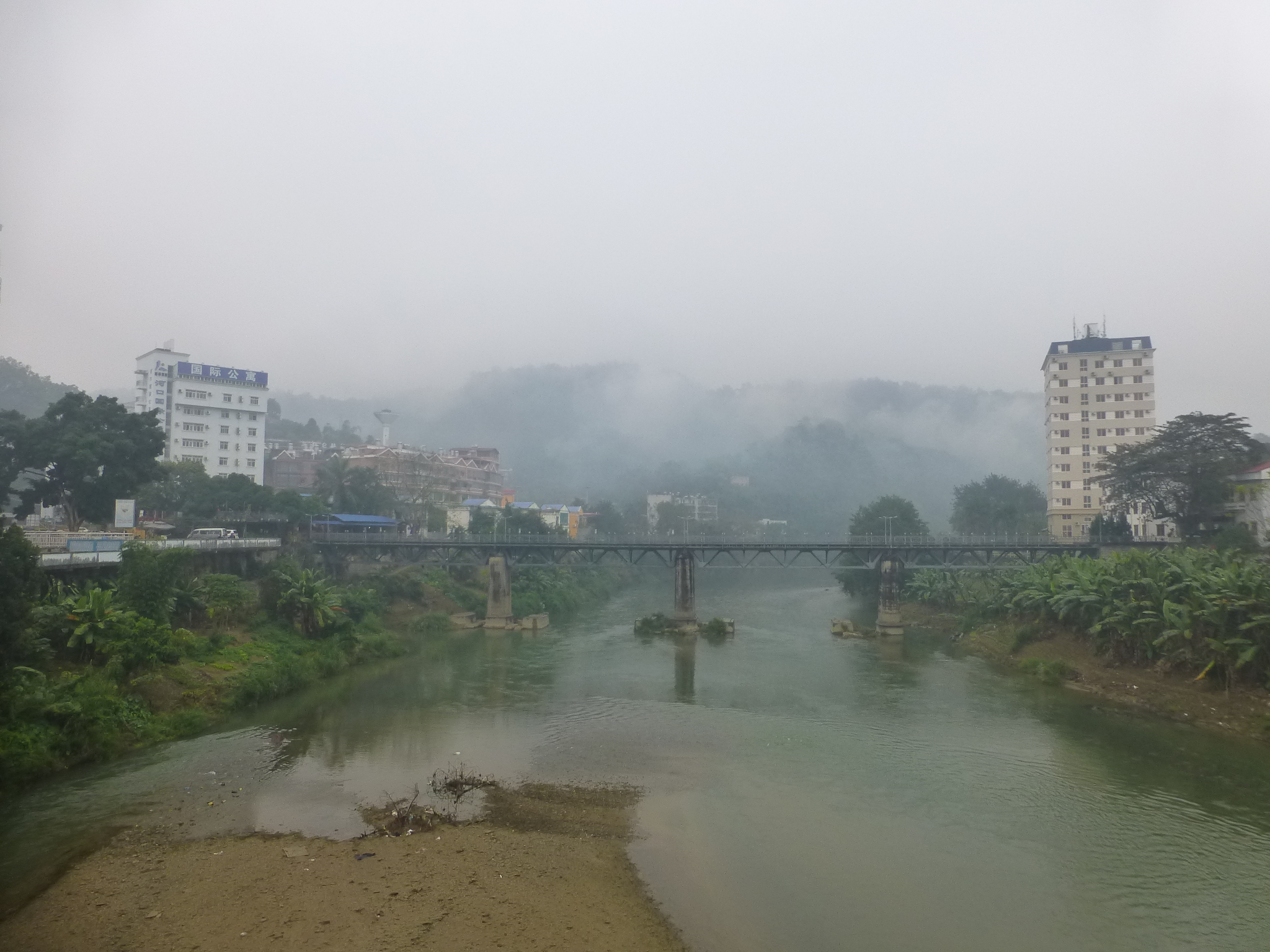
Železniční most přes řeku Nan-si v Lao Cai na státní hranici s Čínou

Železniční trať je 296 km dlouhá, z čehož 111 km jsou obloukovité úseky. Maximální rychlost na trati se pohybuje mezi 30 a 60 km/h. Celkový technický stav je zastaralý a na mnohých úsecích trati se postupem času, kdy nebyla řádně udržována, výrazně zhoršil. Lokomotivy a vagóny, které obsluhují železniční trať Hanoi – Lao Cai jsou sice považovány za nejmodernější ve Vietnamu po těch využívaných na severojižní železnici, ale špatný stav trati znamená, že nemohou plně využít svůj potenciál.

## Plány na rozvoj
Vietnamská vláda si je špatné situace na trati vědoma, ovšem investic do železniční dopravy je málo.
Už v roce 2013 byla na stole modernizace. V říjnu 2024 vláda odhalila své velké plány na budování železničních tratí. Mělo by se jednat právě o úsek Lao Cai – Hanoj – Hai Phong – Quang Ninh, který měří 427 km. Celková výše investice je 178 bilionů vietnamských dongů, což je asi 7 miliard dolarů. Na plánech spolupracuje Čína, která považuje dobré vztahy se svým jižním sousedem za prioritu. Plány by měly být zrealizovány do roku 2050. Trať bude elektrizována, zdvoukolejněna a převedena na standardní rozchod 1435 mm. Začít stavět by se mělo už v roce 2025. Očekává se růst zájmu o železniční dopravu. Roční počet cestujících by v roce 2050 mohl dosáhnout 8,31 milionů.